# Saint-Georges-d'Oléron
 Saint-Georges-d'Oléron  es una población y comuna francesa, situada en la región de Nueva Aquitania, departamento de Charente Marítimo, en el distrito de Rochefort y cantón de Saint-Pierre-d'Oléron.
Se encuentra en la isla de Oléron.

## Demografía
| 2530 | 2664 | 2718 | 2935 | 3144 | 3287 |
| Para los censos de 1962 a 1999 la población legal corresponde a la población sin duplicidades (Fuente: INSEE [Consultar]) |      |      |      |      |      |